# Synagoge Hohe Weide

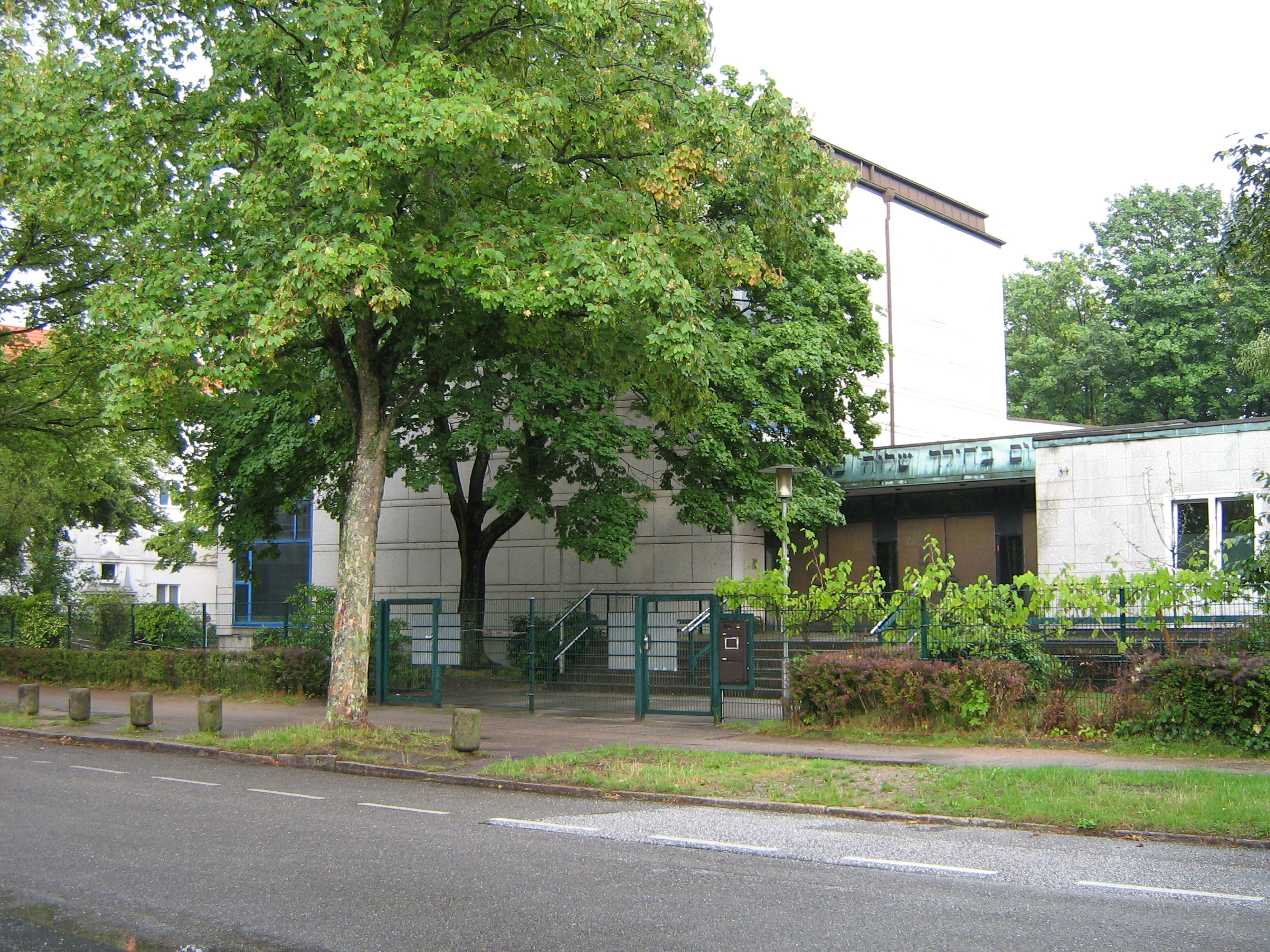
Die Synagoge von der Straße Hohe Weide aus gesehen

Die Synagoge Hohe Weide ist die Synagoge der Jüdischen Gemeinde Hamburg. Sie wurde von den Architekten Karl Heinz Wongel und Klaus May entworfen und 1960 eingeweiht.

## Geschichte
Nach dem Zweiten Weltkrieg benutzte die neu gegründete Gemeinde ab September 1945 zunächst die wieder hergerichtete Synagoge im Oppenheimer-Wohnstift in der Kielortallee sowie an hohen Feiertagen die Synagoge im jüdischen Altenheim in der Sedanstraße. Ab Mitte der 1950er Jahre wurde der Neubau einer Synagoge erwogen und 1956 ein Grundstück an der Hohen Weide in Eimsbüttel von der Freien und Hansestadt Hamburg zur Verfügung gestellt. Im folgenden Jahr schrieb die Gemeinde einen beschränkten Wettbewerb aus, der von dem Architektenbüro Karl Heinz Wongel und Klaus May gewonnen wurde. Am 9. November 1958, zwanzig Jahre nach dem Novemberpogrom, wurde von Bürgermeister Max Brauer der Grundstein gelegt, und am 9. September 1960 konnte die Synagoge eingeweiht werden.
Seit Anfang der 1990er Jahre bewacht die Polizei die Synagoge und das Joseph-Carlebach-Bildungshaus rund um die Uhr. Ein Abschnitt der Straße Hohe Weide ist wegen der Gefahr von Anschlägen für Motorfahrzeuge gesperrt.
Am 4. Oktober 2020, kurz vor dem Jahrestag des Anschlags von Halle, griff ein Mann mit einem Klappspaten einen Studenten an, der eine Kippa trug und auf dem Weg in die Synagoge zu einer Sukkot-Feier war. Das Opfer wurde mit erheblichen Kopfverletzungen ins Krankenhaus gebracht. Der 29-jährige Täter konnte von Sicherheitskräften überwältigt und anschließend festgenommen werden. Die anderen Besucher wurden in Sicherheit gebracht. Nach Informationen der dpa hatte der Angreifer, ein Deutscher mit kasachischen Wurzeln, der zuletzt unangemeldet in Hamburg-Langenhorn und zuvor in Berlin lebte, einen Zettel mit einem Hakenkreuz in seiner Hosentasche. Er machte laut Polizei einen „extrem verwirrten Eindruck“, seine Vernehmung sei „sehr schwierig“. In der Hamburger Wohnung wurden durch die Polizei mehrere Datenträger sichergestellt. Offensichtliche Hinweise auf Mittäter, eine rechte Gesinnung oder Strukturen wurden dort zunächst nicht gefunden. In Berlin hatte er in einem Übergangswohnheim für Spätaussiedler, Flüchtlinge und jüdische Zuwanderer gelebt. In dieser Zeit wurde ein Vorfall berichtet, bei dem ein Messer eine Rolle spielte. Der Angriff, der von den Ermittlern als versuchter Mord gewertet wird, wurde zunächst als antisemitisch motiviert eingestuft. Zahlreiche Politiker und religiöse Vertreter verurteilten den Angriff einhellig. Am 6. Oktober 2020 wurde der Tatverdächtige durch die Untersuchungsrichterin in einer psychiatrischen Einrichtung untergebracht. Anfang Januar schloss die Generalstaatsanwaltschaft Hamburg ihre Ermittlungen ab und erklärte, dass statt eines Strafverfahrens ein Sicherungsverfahren beantragt worden sei. Aufgrund eines  Sachverständigen-Gutachten gehe man davon aus, dass der Beschuldigte zur Tatzeit wegen einer schweren psychischen Erkrankung schuldunfähig gewesen und das vorherrschende Motiv die Krankheit sei.

## Beschreibung

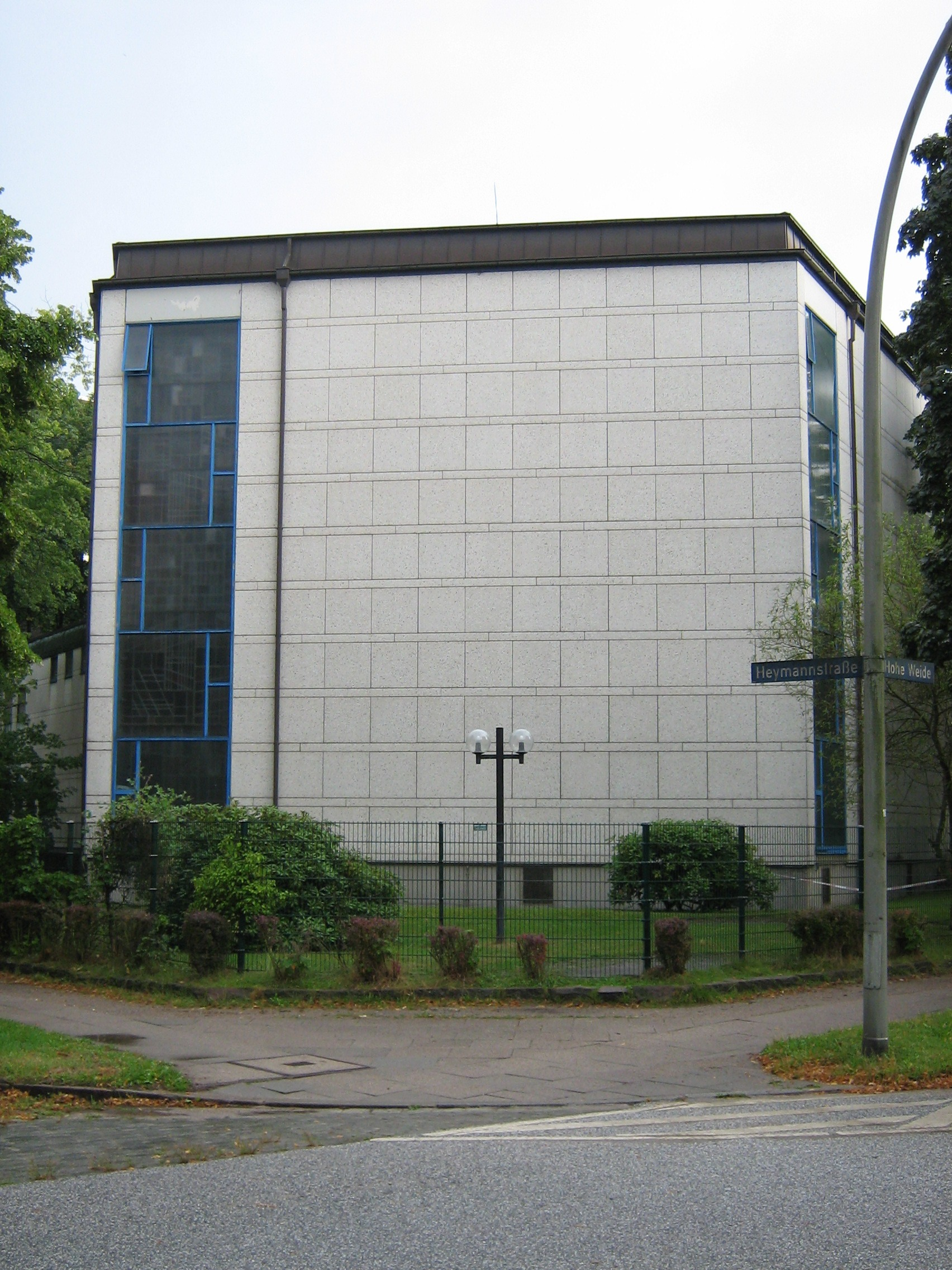
Ostseite an der Straßenecke Hohe Weide/Heymannstraße

Das Gebäudeensemble liegt an der Straßenecke Hohe Weide/Heymannstraße, die Ostseite der Synagoge ist zur Ecke ausgerichtet.
Die Synagoge, ein Gemeindezentrum und die Wohnung für den Rabbiner öffnet sich zu einem Lichthof. Der moderne, schlichte Bau ist von außen mit weißen Kunststeinplatten verkleidet. Die Synagoge ist fünfeckig und besitzt ein ebenfalls fünfeckiges Kupferdach, das von einem Davidstern gekrönt wird. Der Zugang erfolgt über ein Foyer, das Synagoge und Gemeindesaal verbindet. Die Außentüren aus Metall wurden von der Künstlerin Traute Beermann entworfen. Darüber steht die hebräische Psalm-Inschrift: „Friede wohne in deinen Mauern, in deinen Häusern Geborgenheit.“ (122,7 )
An der östlichen Seite des Innenraums  befindet sich der Toraschrein, an den beiden gegenüberliegenden Seiten die Frauenempore. Die Bima bildet nach dem Vorbild vieler aschkenasisch-orthodoxer Synagogen das Zentrum des Raumes. Die fünf hohen Fenster an jeder der Raumseiten wurden von dem Maler Herbert Spangenberg gestaltet und zeigen die jüdische Symbole Davidstern, Gesetzestafeln, Torarolle, Menora und Besamimbüchse.
Der Synagogenraum kann durch einen kleineren Saal erweitert werden, der auch als eigenständiger Betraum dienen kann. Außerdem befinden sich in dem Gebäude eine Mikwe, ein Veranstaltungssaal und weitere Gemeindeeinrichtungen. Außerdem benutzt die Gemeinde das Gebäude der ehemaligen Talmud-Tora-Schule am Grindelhof.
Seit 1992 besitzt die Gemeinde die Chanukkia der ehemaligen Altonaer Gemeinde aus dem 17. Jahrhundert. Sein Fuß und seine Säule wurden im Altonaer Museum wieder aufgefunden und ergänzt.